# Robert Aumüller
Robert Aumüller (* 4. August 1878 in Oberursel; † Dezember 1953 in Delitzsch) war ein deutscher Manager in der Zuckerindustrie. Er stand von 1938 bis 1945 als Vorsitzender der Wirtschaftsgruppe an der Spitze der deutschen Zuckerindustrie und war von 1930 bis 1933 Präsident der Vereinigung für Artenschutz, Vogelhaltung und Vogelzucht (AZ).

## Leben
Aumüller besuchte das Gymnasium in Frankfurt am Main und studierte Chemie an den Universitäten München, Marburg und Gießen. In München war er Mitglied des Corps Makaria, in Marburg des Corps Guestphalia. Nach Beendigung seiner Ausbildung trat er als Chemiker in die Zuckerfabrik Friedrichsthal ein, später war er bei der Zuckerfabrik Opalenitza, ab 1901 bei der neu erbauten Zuckerfabrik Forlì in Italien. 1906 wurde er Direktor der Zuckerfabrik Vitzenburg. Am 1. Juli 1915 übernahm Aumüller als Nachfolger seines Schwiegervaters Ludwig Kuntze die Leitung der Zuckerfabrik Delitzsch, die er bis zur Demontage durch die sowjetische Besatzungsmacht behielt. Nach dem Tod Kuntzes wurde er 1926 auch Leiter der Delitzscher Rübensamenzucht. Aumüller baute die Zuckerfabrik weiter aus und übernahm die Kapazitäten der stillgelegten Fabriken in Brehna, Schwoitsch und Schortewitz.
1923 wurde Aumüller erstmals in den Ausschuss des Vereins der Deutschen Zuckerindustrie gewählt, 1927 in den Ausschuss der Abteilung der Rohzuckerfabriken. 1926 wurde er Vorsitzender des Sächsisch-Thüringischen Zweigvereins. Er war Mitglied des Engeren Ausschusses der Ausfuhrvereinigung der Deutschen Rübenzuckerfabriken, Mitglied im Vorstand der Wirtschaftlichen Vereinigung der Deutschen Zuckerindustrie sowie ab 1934 stellvertretender Vorsitzender. 1938 wurde er als Nachfolger von Fritz Harney zum Vorsitzenden der Wirtschaftsgruppe Zuckerindustrie gewählt. Dieses Amt hatte er bis 1945 inne.
Nach dem Zusammenbruch des nationalsozialistischen Regimes verlor Aumüller mit der Zuckerfabrik Delitzsch nicht nur sein Lebenswerk, sondern auch seinen eigenen Besitz in Kranichfeld. Er bemühte sich noch unter der Besatzungsverwaltung um den Wiederaufbau der Fabrik, wurde aber durch die Behörden in der SBZ gezwungen, seine Ämter als Direktor der Zuckerfabrik und Geschäftsführer der Delitzscher Rübensamenzucht niederzulegen. Er lebte bis zu seinem Tod in Delitzsch.